# Sigeric de Ratisbonne
Pour les articles homonymes, voir Sigeric.
Sigeric (mort en 768) est le deuxième évêque de Ratisbonne de 762 à sa mort.

## Biographie
On en sait peu sur l'évêque Sigeric. Comme son successeur Gaubald, il fait partie de la famille noble des Hahilinga (de). Comme les autres premiers évêques de Ratisbonne, Sigeric est également un abbé mineur de Saint-Emmeran. Il apparaît en rapport avec des donations à l'abbaye de Niederaltaich. On le compte parmi les personnes présentes au synode d'Aschheim en 756, qui ont écrit une lettre à Tassilon III de Bavière. se tourne. On déduit du style du document une position politiquement influente de l'évêque et des autres auteurs.